# Cornu (Prahova)
Cornu é uma comuna romena localizada no distrito de Prahova, na região de Muntênia. A comuna possui uma área de  km² e sua população era de 4469 habitantes segundo o censo de 2007.